# کیچیجیرو هامادا
کیچیجیرو هامادا (انگلیسی: Kichijiro Hamada; ۲۵ اکتبر ۱۹۴۲ – ۲۲ سپتامبر ۲۰۱۳) بوکسور اهل ژاپن بود.